# Bifrenaria tyrianthina
Bifrenaria tyrianthina é uma espécie de orquídea rupícola, ocasionalmente epífita, de crescimento cespitoso que só existe na Bahia e em Minas Gerais, no Brasil, onde habita áreas bem iluminadas, frequentemente sobre pedras totalmente expostas ao sol, eventualmente dele parcialmente abrigadas, crescendo em árvores com folhagem rala. Pertence ao grupo das Bifrenaria grandes, as quais nunca foram classificadas nos gêneros Adipe ou Stenocoryne. Esta espécie é a que flores maiores entre todas as Bifrenaria. Por sua ampla dispersão e diversas populações isoladas existentes, trata-se de espécie extremamente variável com múltiplos sinônimos e variedades de cor, forma, e comprimento da inflorescência. Este último era inicialmente utilizado para separar estas espécies da Bifrenaria harrisoniae com a qual muito se parece, no entanto, sabe-se hoje que o comprimento da inflorescência de ambas espécies varia conforme a população. A única maneira de diferenciar ambas as espécies é pelo comprimento do calcar na base do labelo, que a B. tyrianthina tem duas vezes mais longo que a coluna e a B. harrisoniae quase do mesmo comprimento, e pelo estipe, que na B. harrisoniae e largo e na B. tyrianthina é estreito.